# Gert Verheyen
Gert Verheyen (* 20. September 1970 in Hoogstraten) ist ein ehemaliger belgischer Fußballnationalspieler, der derzeit als Trainer tätig ist.
Sein 1944 geborener Vater Jan Verheyen, nicht zu verwechseln mit dem 1954 geborenen niederländischen Spieler gleichen Namens, war in den 1960er und 1970er Jahren ebenfalls in Belgiens Nationalmannschaft aktiv.

## Karriere

### Im Verein
Verheyen spielte in der Jugend bei Hoogstraten VV und begann seine Profikarriere bei Lierse SK, wohin er 1986 gewechselt war. 1988 ging er zum RSC Anderlecht. 1991 wurde er mit dem Klub belgischer Meister. Ein Jahr später schloss er sich dem FC Brügge an, dem er 14 Jahre treu blieb. Hier gewann er vier weitere Meisterschaften und wurde zudem vier Mal belgischer Pokalsieger. 2006 beendete er seine Spielerkarriere.

### In der Nationalmannschaft
Verheyen war zwischen 1994 und 2002 belgischer Nationalspieler. Er bestritt 50 Länderspiele und traf dabei zehn Mal. Er gehörte bei den Weltmeisterschaften 1998 und 2002 sowie bei der Europameisterschaft 2000 zum Aufgebot. Nach der WM 2002 erklärte er seinen Rücktritt aus der Nationalelf.

### Trainer
Nach Ende seiner Karriere wurde Verheyen 2006 zunächst Trainer der Reservemannschaft des FC Brügge. Im Sommer 2007 gab er diese Tätigkeit auf, weil er ein Bekleidungsgeschäft eröffnete.
Im März 2013 nahm er ein Angebot des belgischen Fußballverbandes an, ab Sommer 2013 als Trainer für U18/U19-Nationalmannschaft tätig zu sein. Im Sommer 2018 wechselte er von dort zum KV Ostende.
Nachdem feststand, dass Ostende in der Saison 2018/19 die Meister Play-Offs nicht mehr erreichen konnte, wurde Verheyen am 6. März 2019 als Trainer entlassen.

## Erfolge
- Belgischer Meister: 1991, 1996, 1998, 2003, 2005
- Belgischer Pokalsieger: 1989, 1995, 1996, 2002, 2004